# Уяхья, Ахмед
Ахмед Уяхья (араб. أحمد أويحيى‎; род. 2 июля 1952 года, Боуднане, Алжир) — алжирский политический деятель, четырежды занимал пост премьер-министр Алжира от партии Национальное демократическое объединение с 31 декабря 1995 года по 15 декабря 1998 года, с 5 мая 2003 года по 24 мая 2006 года, с 23 июня 2008 года по 3 сентября 2012 года и с 16 августа 2017 года по 11 марта 2019.
В настоящее время осужден на 15 лет тюремного заключения.

## Биография
По происхождению — кабильский бербер. Родился 2 июля 1952 года. Премьер-министр с июня 2008 года. В 1958—1959 учился в академии Алжира. В 1965—1966 получил второе образование в лицее Эль Эдрисси. С 1972 на дипломатической работе. В 1978 на работе в министерстве иностранных дел. В 1981—1984 посол Алжира в Кот-д’Ивуаре. В 1984—1989 годах на дипломатической работе в ООН. В 1990—1991 генеральный директор Африканского департамента ООН. В 1992—1993 посол в Мали. В 1993 министр в правительстве Редха Малека. В 1995 году президент Ламин Зеруаль назначил его премьер-министром. С 15 декабря 1998 года лидер партии Национальное демократическое объединение.

## Ранняя карьера
В 1979 году, Уяхья вступил в министерство иностранных дел и был назначен в отдел по делам Африки. В 1980 году он был назначен советником по иностранным делам послом Алжира в Кот-д’Ивуаре, где он служил до 1982 года. В 1982 году он был назначен советником по иностранным делам главы Постоянного представительства Алжира в штаб-квартире Организации Объединённых Наций в Нью-Йорке. В 1988 году Оуяхия стала генеральным директором Африканского отдела министерства иностранных дел. С 1988 по 1989 год Оуяхия была сопредседателем в Совете Безопасности Организации Объединённых Наций. Он был советником министра иностранных дел с 1990 по 1991 год.
Он возглавлял африканский отдел до 1991 года, когда он был назначен послом в Мали; он служил на последнем посту с 1992 по 1993 год. Там он помог договориться о мирном соглашении 1992 года в малийском туарегском мятеже между воюющим малийским правительством Альфы Умаром Конаре и движением Азавад Туареги: краткосрочным договором «Пакт». В августе 1993 года Оуахия была возвращена в Алжир, чтобы служить в правительстве Реда Малек в качестве заместителя госсекретаря по делам Африки и арабских государств, государственного секретаря по делам сотрудничества и дел Магриба.
В апреле 1994 года он был назначен директором кабинета президента Ламином Зеруалем, в котором он занимался политическими вопросами, такими как переговоры с лидерами запрещенной партии «Исламский фронт спасения» (ФИС) и подготовка к президентским выборам 1995 года, которую президент выиграл в ноябре 1995 года. Его роль как члена так называемой фракции «искоренения», выступающей за всю войну против мятежа во время Гражданской войны в Алжире, которая убила более 150 000 с обеих сторон, заслужила критику со стороны некоторые западные правозащитные группы. Он, в частности, связано с созданием в конце 1990-х годов из гражданских ополченцев GLD («Законные групп обороны», Groupes де légitime Defence).

### Экономические проблемы
Начиная с 14 октября 2003 года и продолжающегося до ноября, Национальный совет профессоров среднего и технического образования (CNAPEST) и Совет средней школы Алжира (CLA) объявили забастовку по поводу низкой заработной платы. министр образования Бубекер Бенбузид, поддержанный премьер-министром Ахмедом Уяхией, отказался встретиться с представителями одного из профсоюзов, поскольку они официально не были признаны. Вместо этого, правительство приказало приостановку более чем 300 учителей и под угрозой дальнейших санкций. только после того, как официально признанная дочерняя компания UGTA Национальная федерация работников образования (FNTE) присоединилась к забастовке, согласилась повысить заработную плату.
Внутренняя пресса снова заявила, что его отставка в мае 2006 года была вызвана публичной непопулярностью после его оппозиции к забастовкам в государственном секторе, его противодействию плану, выдвинутому конкурирующим НОС для повышения зарплат, и его поддержкой приватизации отраслей.

### Посредник в Кабили
Уяхиа широко известен как посредник в давнем споре между лидерами протестующих из его родного Кабили и правительством. В 2005 году правительство предприняло шаги, чтобы разрядить напряженность в отношениях с Кабили и снять озабоченность региональных лидеров. В частности, премьер-министр Ахмед Уяхия достиг согласия по ряду жалоб Кабили на лидера Аруха Белайда Абрика, который подвергся физическому насилию во время публичной акции протеста и серьёзно ранен в 2004 году сотрудниками государственных служб безопасности. Соглашение касалось экономических и социальных проблем и сделало возможным проведение региональных выборов в ноябре 2005 года. Уяхья нанес ряд визитов лидерам оппозиции и обратился к средствам массовой информации на берберском языке для примирения.

## Третий и четвёртый срок на посту премьер-министра
После заметного участия в международных дипломатических встречах в начале 2008 года Уяхья снова был назначен премьер-министром Бутефликой 23 июня 2008 года. В этом случае он пообещал «продолжать применять политическую программу президента республики». Внешняя и внутренняя пресса комментировала иногда бурные отношения между Уяхиа и Бутефликой, которые не были такими же, как его премьер-министр. Срок полномочий Уяхья истек 3 сентября 2012 года, и его заменил Абдельмалек Селлаль.
Бутефлика назначил Уяхья директором Кабинета президента в ранге государственного министра в марте 2014 года. Уяхия снова был назначен премьер-министром 15 августа 2017 года, сменив Абдельмаджида Теббуна; он вступил в должность 16 августа.
В июне 2019 года Верховный суд страны арестовал экс-премьера Уяхья в рамках антикоррупционного расследования.
10 декабря 2019 года приговорён судом к 15 годам тюремного заключения за растрату государственных средств, неправомерное распределение контрактов и злоупотребление властью.
В марте 2020 года апелляционный суд оставил приговор в силе до 12 лет лишения свободы.

## Галерея

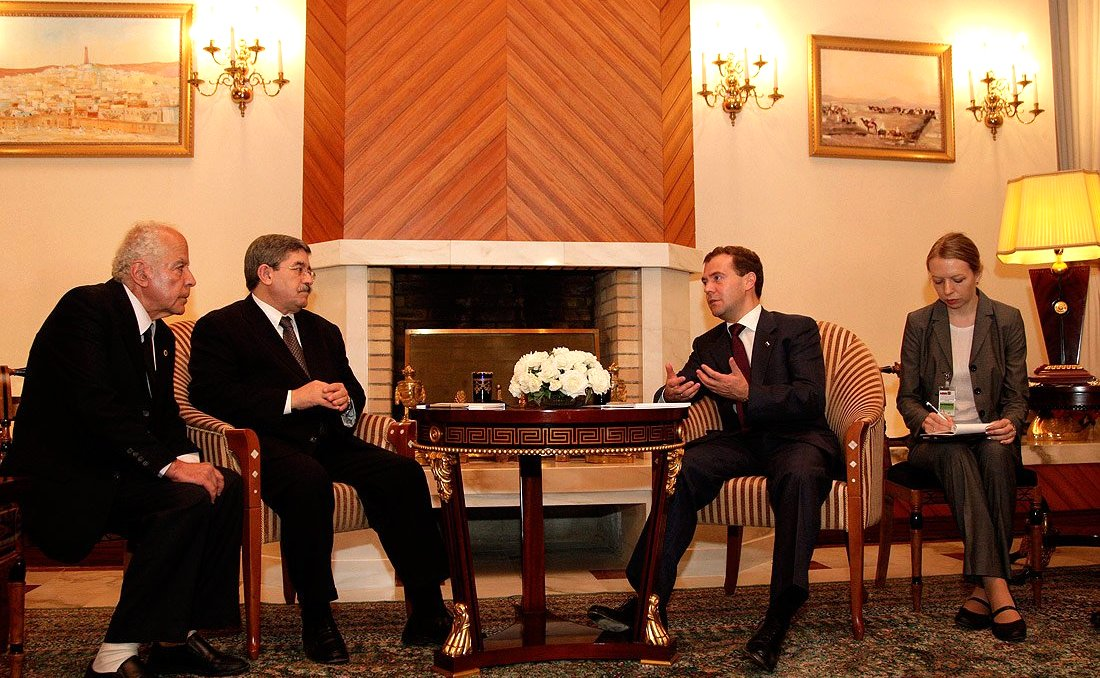
Ахмед Уяхья и президент России Дмитрий Медведев
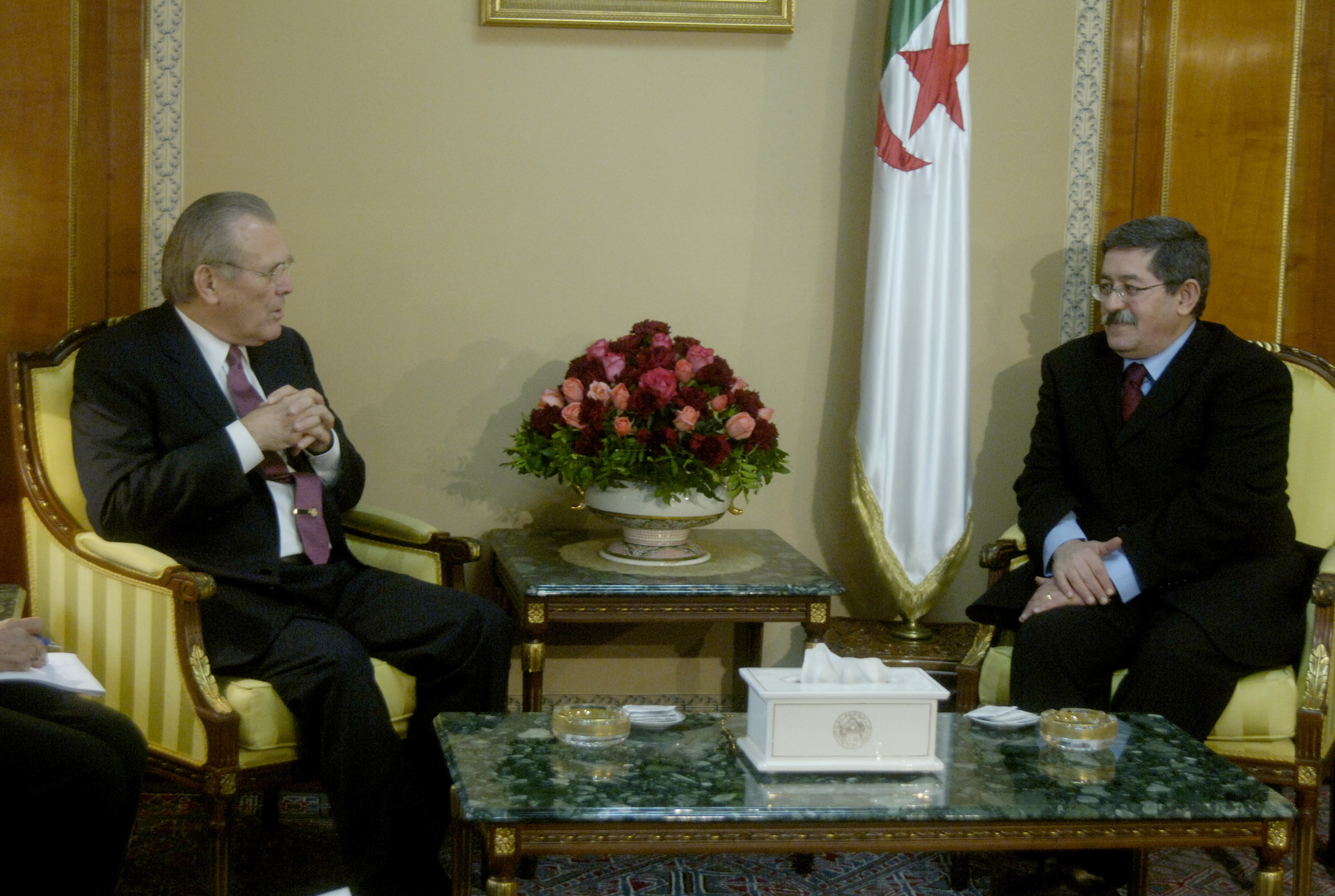
Уяхья с Дональдом Рамсфелдом 12 февраля 2006 года